# Canneman

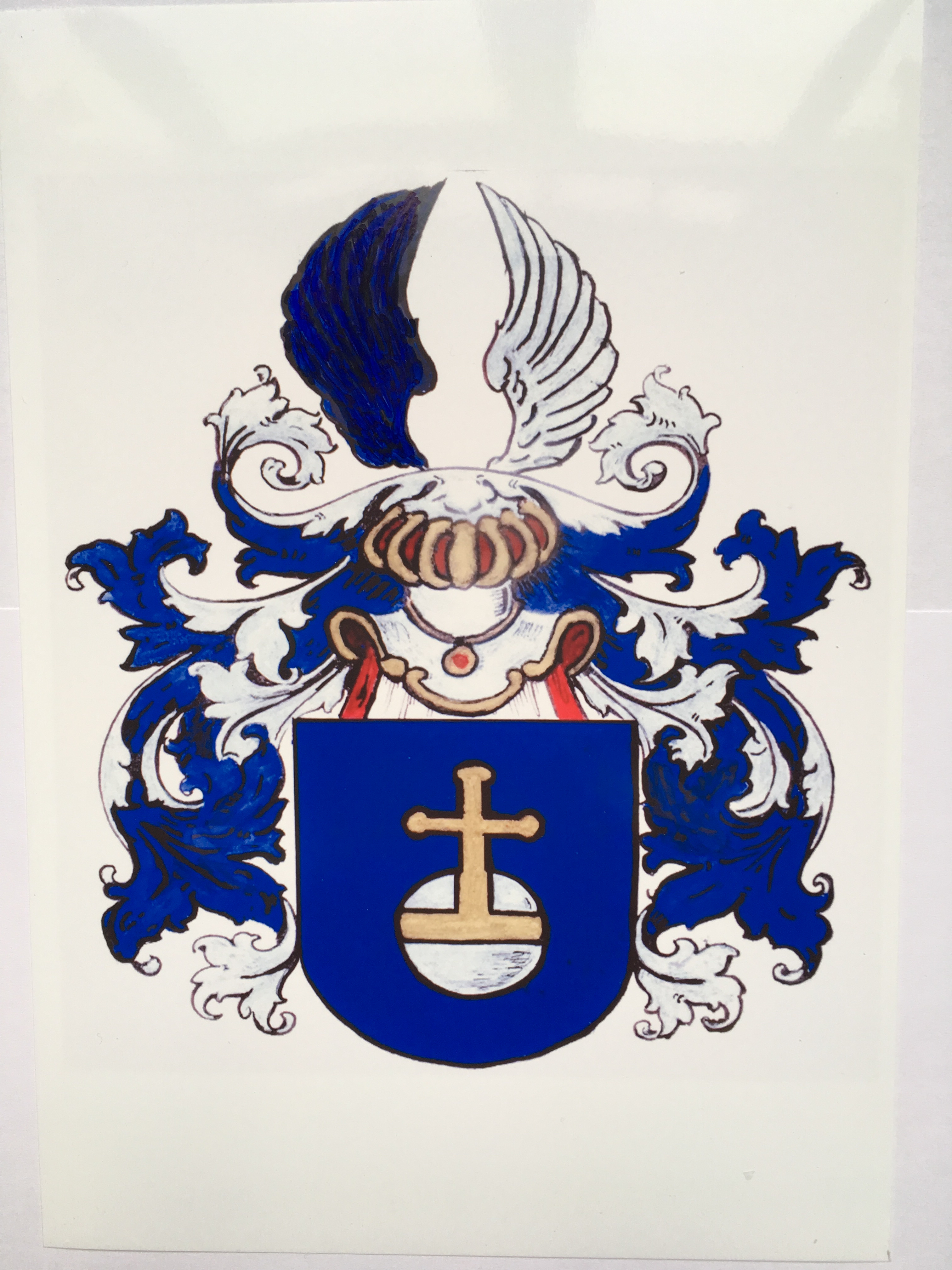
Het wapen van Canneman

Canneman is een van oorsprong uit Hasselt (Overijssel) afkomstig geslacht.

## Geschiedenis
De bewezen stamreeks begint met Jan Pieters die uit Hasselt afkomstig was en in 1659 en 1665 wordt vermeld. Nageslacht werd eveneens geboren in Hasselt, later Kampen, en een glasruit uit een huis in Hasselt met het geslachtswapen bevindt zich nog steeds in familiebezit. In de vijfde generatie trouwde Gerrit Canneman (1741-1784) met Gesina Alida van der Souw (1755-1830), dochter van ds. Elias van der Souw (1725-1780) waarna nageslacht de voornaam Elias verkreeg. Een zoon van de laatsten was de politicus Elias Canneman (1777-1861). Vanaf diens generatie dienden verscheidene telgen de publieke zaak.
In 1910, 1942 en laatstelijk in 1999 werd het geslacht opgenomen in de genealogische reeks van het Nederland's Patriciaat.
In 1999 waren er nog drie mannelijke telgen in leven, de jongste geboren in 1976.

### Wapen

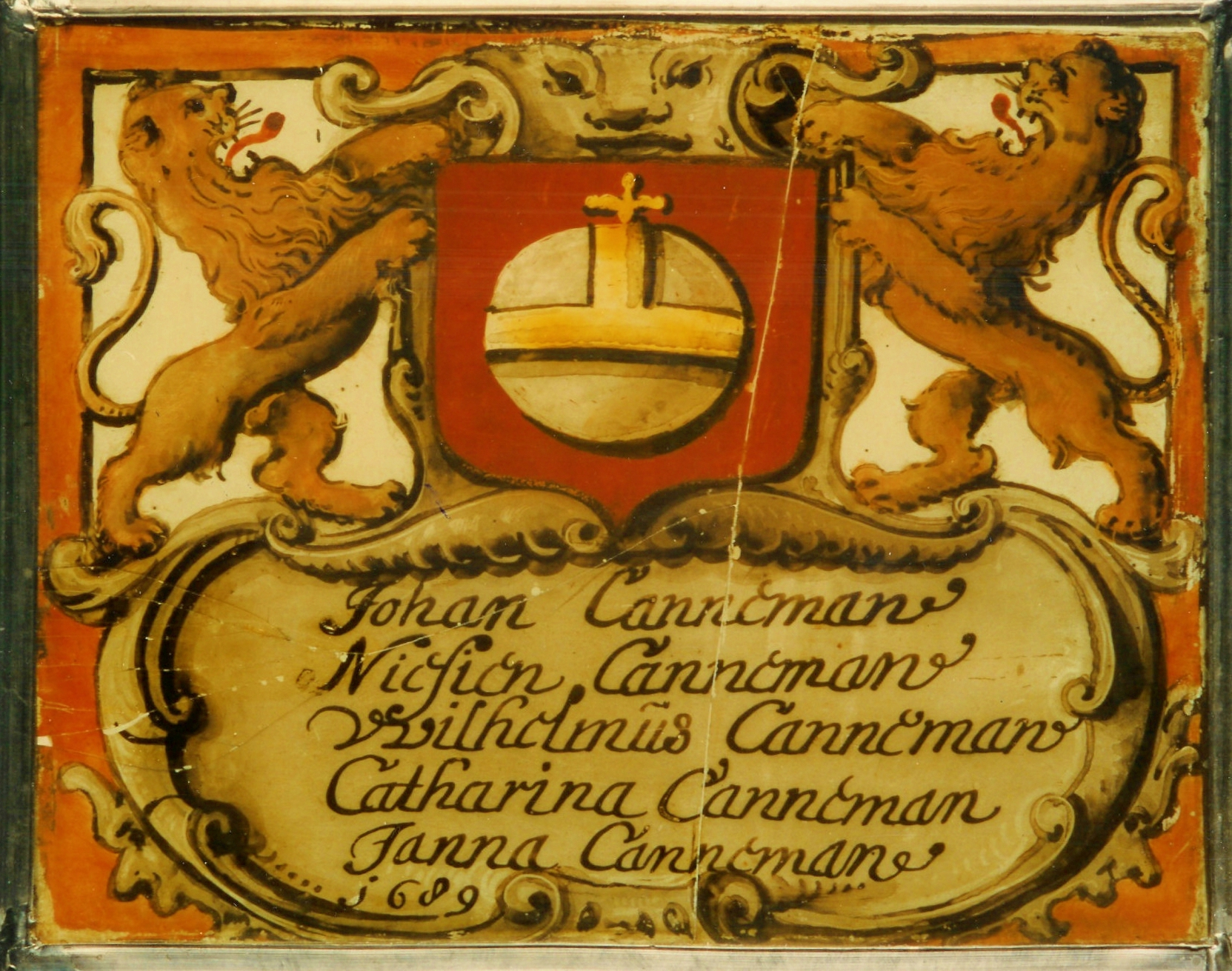
Wapen Lucas Jansz. Canneman uit woonhuis te Hasselt

Het wapen van het geslacht Canneman is in blauw een zilveren rijksappel, goud gekruist en omgord, het kruis met bolvormige uiteinden. Het helmteken is een vlucht van blauw en zilver en de dekkleden zijn blauw, gevoerd van zilver. Dit wapen komt voor op een glasruit in familiebezit, gedateerd 1689, afkomstig uit een woonhuis te Hasselt. De glasruit bevat de namen van de kinderen van Lucas Jansz. Canneman (1633-1704). Het veld is hier rood en het wapen voorzien van twee rood-getongde bruine leeuwen als schildhouders.

### Archief
Het archief van de familie Canneman berust deels in het Nationaal Archief te Den Haag en is deels in particulier beheer. 
Inventarissen:
- Inventaris van de archieven van E. Canneman; A. Canneman; W. Canneman, Nationaal Archief, Den Haag 1904, nummer toegang: 2.21.005.30
- Inventaris van het archief van E. Canneman, Nationaal Archief, Den Haag 1930, nummer toegang: 2.21.005.03
- Inventaris familiearchief Canneman, Den Haag, 1996, 2e editie.

## Enkele telgen
Elias Canneman, heer van De Mijle (1777-1861), ambtenaar, politicus en staatsraad
- Mr. Gerrit Abraham Canneman (1800-1855), advocaat en rechter
  - Elias Anthony Canneman (1837-1929), ambtenaar
    - Elias Canneman (1872-1948), ambtenaar
      - Elias Anthony Canneman (1905-1987), hoofdarchitect van Monumentenzorg getrouwd met Liesbeth Canneman-Philipse (1909-1987), tuinarchitecte
      - Mr. dr. Benjamin Richard Canneman (1909-1982), burgemeester van Hoorn getrouwd met Digna Canneman - Boland (1912-2003), aquarelliste
        - Drs. Maria Cornelia (Mieke) van Leeuwen-Canneman (1944), archivaris en bezorger in 2009 van de briefwisseling tussen haar voorvader Elias Canneman (1777-1861) en Alexander Gogel (1765-1821)
        - Mr. Elias Willem Canneman (1946), schrijver van o.m.: Begraafplaats Ter Navolging (Scheveningen). De oudste particuliere buitenbegraafplaats van Nederland (2017) waar zijn voorvader Elias Canneman (1777-1861) begraven ligt